# Bagn Bygdesamling
Bagn Bygdesamling ist ein kleines, 1944 eröffnetes Freilichtmuseum südlich von Bagn in der norwegischen Kommune Sør-Aurdal (Fylke Innlandet).
Heute ist das Museum eine Zweigstelle des Valdres Folkemuseums.

## Beschreibung
Das Museum besteht aus einer Hofanlage, einer mit Wasserkraft betriebenen Sägemühle und einer Schule mit originaler Einrichtung. Insgesamt sind es zwölf Blockhäuser und ein Hauptgebäude, das für eine Dauerausstellung genutzt wird. Im Museum befinden sich auch zwei kleine Bauernhöfe aus Sandviken und Bagnsbergatn. Letzter enthält eine Gedenkstätte zum Zweiten Weltkrieg. Alle Museumsexponate sind Originale und von verschiedenen Bauernhöfen der Umgebung des Museums zusammengetragen.
Die Dauerausstellung des Museums besteht aus Funden der Steinzeit, Funden der Eisenzeit, Textilarbeiten, Kleidung, Möbel und Küchengeräten. Ein großer Teil der Sammlung wurde 1941 von dem lokalen Politiker Olaus Islandsmoen gestiftet. Darüber hinaus verfügt das Museum eine Ausstellung über Komponisten Sigurd Islandsmoen und über den Schriftsteller Mikkjel Fønhus.

## Gebäude
- Telthuset – Haupthaus
- Prestgardsboligen – Priester-Bauernhaus
- Stabelbygningen – Pächterhaus im Perstgarden
- Seterbu – Bergbauernhaus
- Oppgangssag – Sägewerk
- Bekkekvern (mølle) –  Wassermühle
- Stabbur— Lagerhäuser
- Smie –  Eisenhütte mit Hochofen
- Koie (skogshusvære) – Hütte (Waldhaus)
- Båtnaust  – Bootshaus
- Badstue (korntørke) – Trockenraum für Getreide, Kornkammer

## Galerie

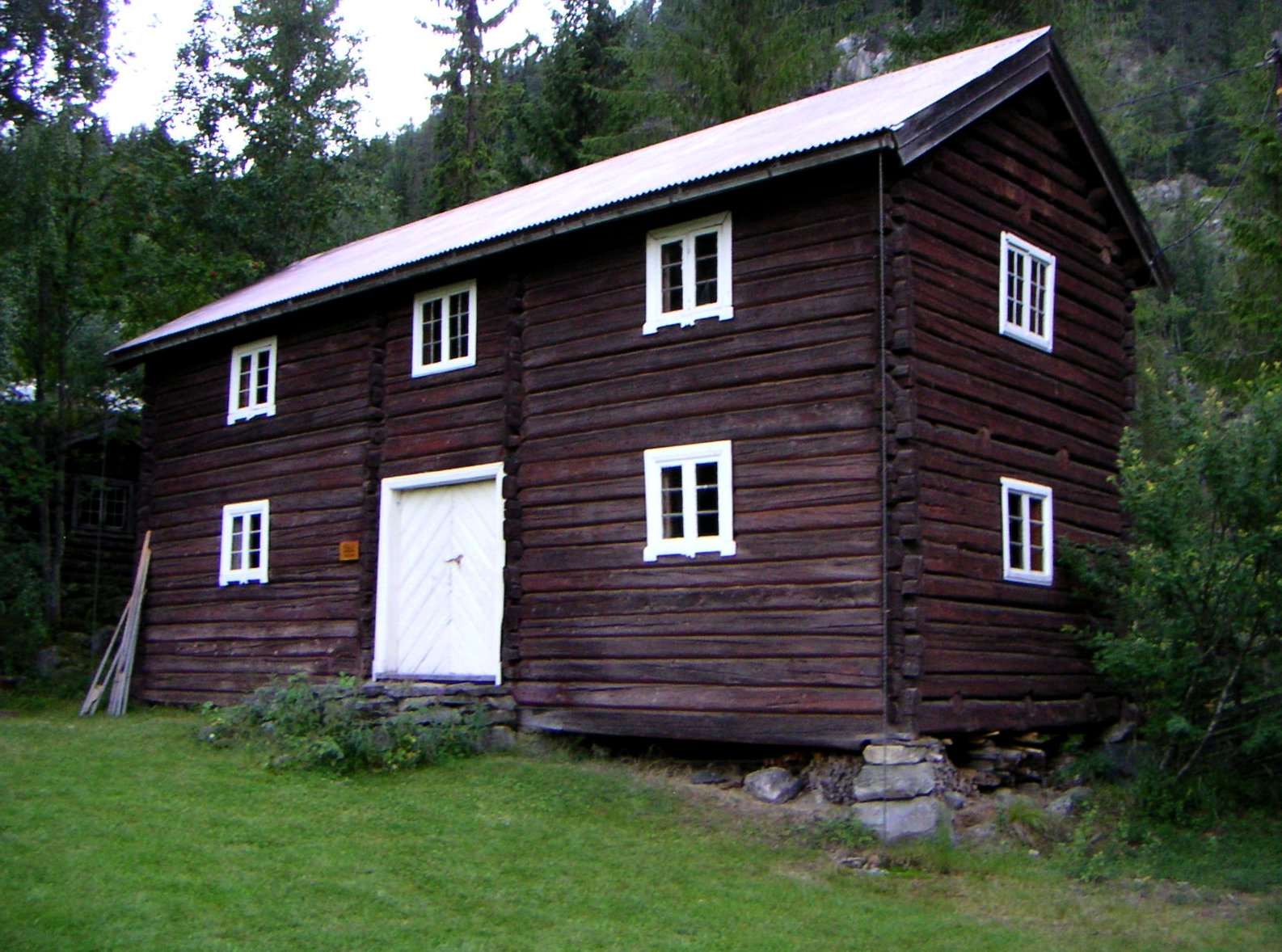
Telthuset, 1813–1850.
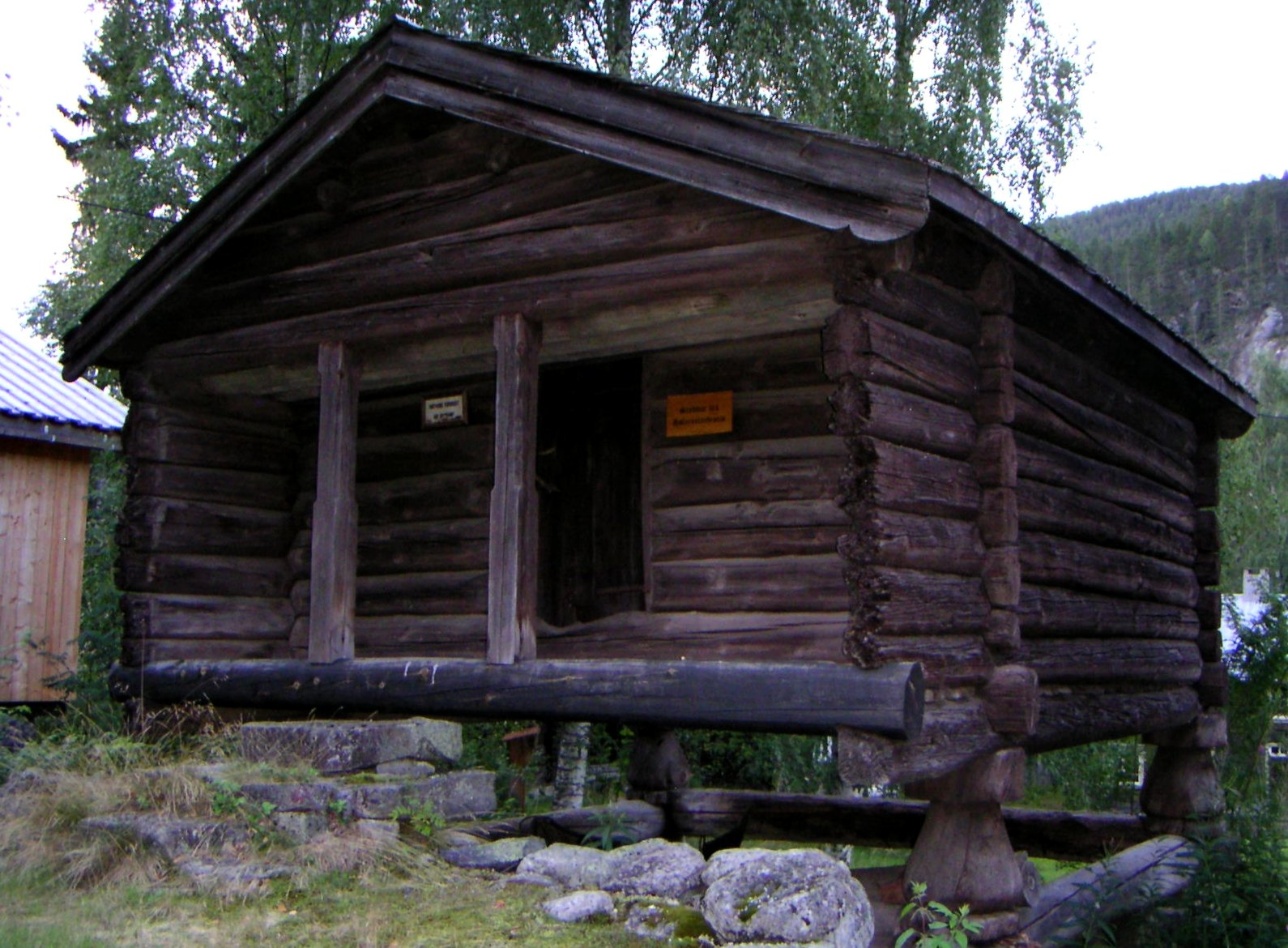
Stabbur Hølerseterbrøtin.
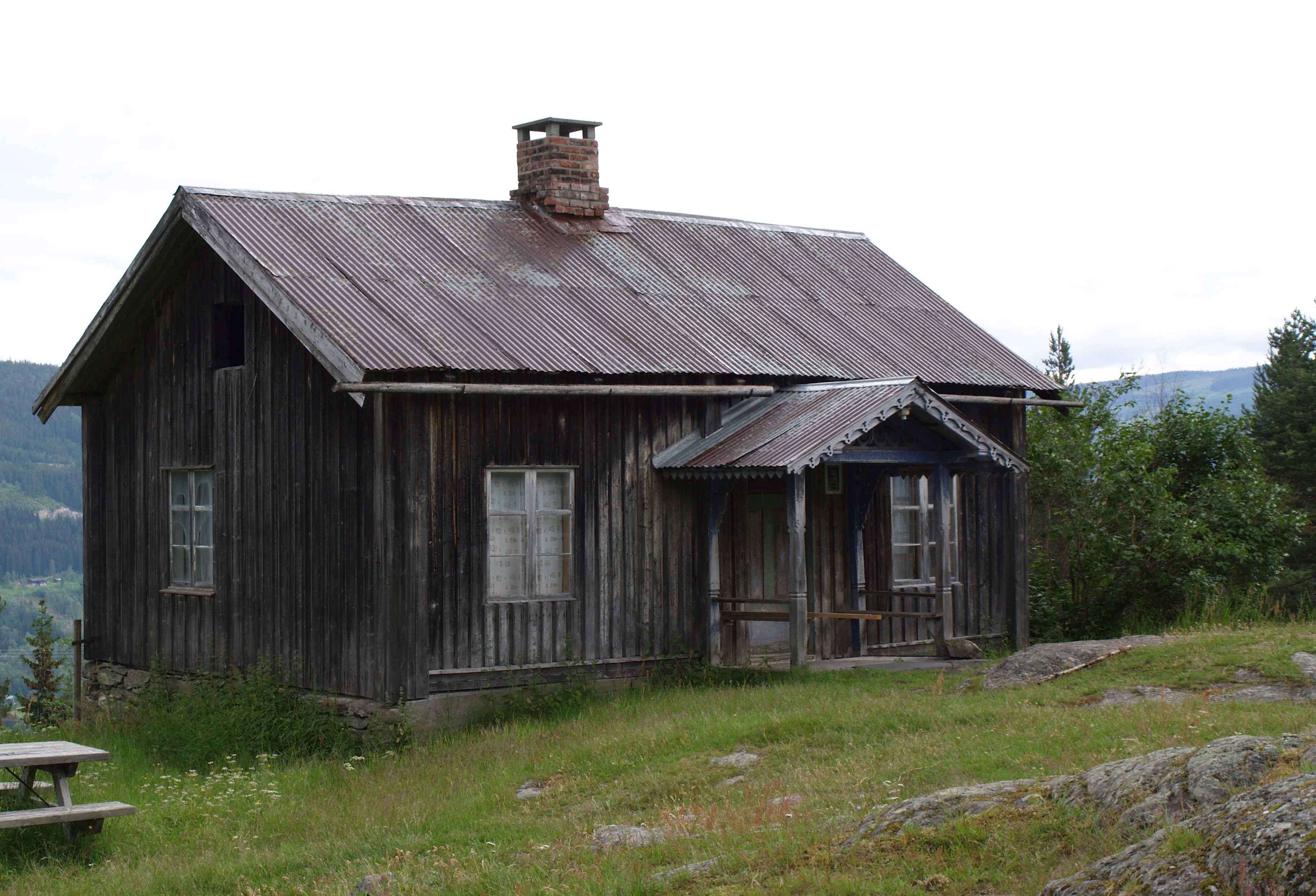
Bagnsbergatn gård.
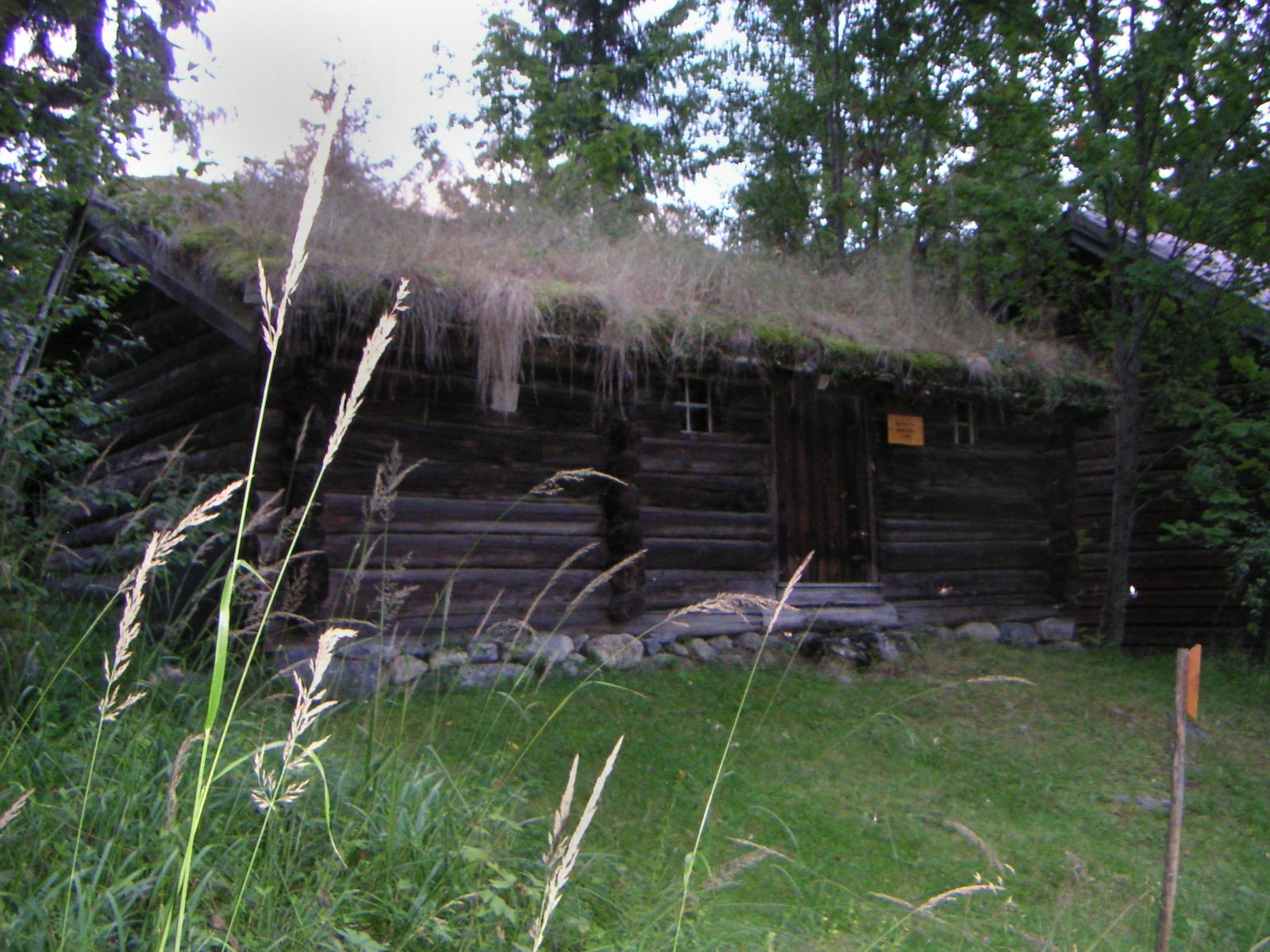
Svartsetra (1796)